# 茉門龍獸屬
茉門龍獸屬（學名：Mormosaurus）是獸孔目恐頭獸亞目貘頭獸科的一屬，是在1914年命名，具有長頭顱骨。
屬名中的Mormo，是東羅馬帝國民俗傳說中的惡靈之一。

## 外部連結
- Mormosaurus （页面存档备份，存于） in the Paleobiology Database
- www.paleofile.com - Alphabetical list, section M